# Piłka nożna w Szwajcarii

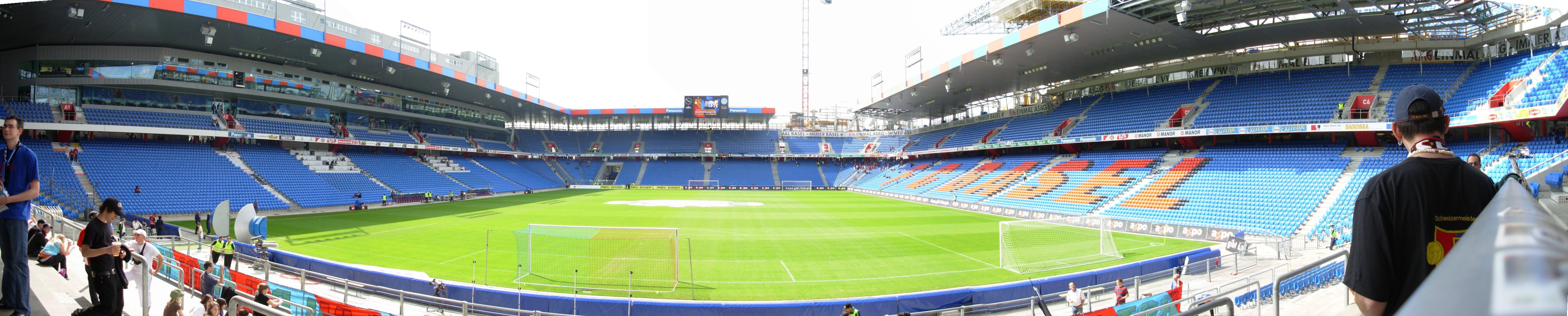
St. Jakob-Park największy stadion w Szwajcarii

Piłka nożna (niem. Fußball ˈfuːsˌbal, fr. Football futbol, wł. calcio ˈkaltʃo) jest najpopularniejszym sportem w Szwajcarii. Jej głównym organizatorem na terenie Szwajcarii pozostaje Schweizerischer Fussballverband / Association Suisse de Football / Associazione Svizzera di Football (Calcio) (ASF/SFV).
Według stanu na 1 listopada 2021 roku Heinz Hermann, Alain Geiger i Stephan Lichtsteiner mają odpowiednio 118, 112 i 108 występów reprezentacyjnych, a Alexander Frei strzelił 42 bramki w barwach reprezentacji Szwajcarii.
W szwajcarskiej Super League grają takie znane kluby świata jak Grasshopper, FC Basel, Servette FC i BSC Young Boys.

## Historia

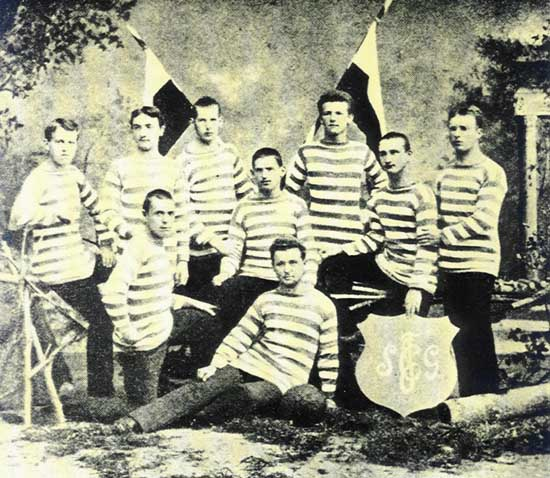
Drużyna FC Sankt Gallen w 1881 roku

Piłka nożna zaczęła zyskiwać popularność w Szwajcarii w drugiej połowie XIX wieku. Pierwszy szwajcarski klub piłkarski Lausanne Football and Cricket Club został założony w 1860 roku przez angielskich studentów. 19 kwietnia 1879 roku w St. Gallen powstał niemieckojęzyczny klub piłkarski FC Sankt Gallen, potem następne. Po założeniu szwajcarskiej federacji piłkarskiej – SFV/ASF w 1895 roku, rozpoczął się proces zorganizowania pierwszych oficjalnych Mistrzostw Szwajcarii w sezonie 1897/98. Początkowo rozgrywki odbywały się w grupach podzielonych regionalnie, a potem zwycięzcy grup systemem pucharowym walczyli o tytuł mistrza Serie A. W sezonie 1930/31 mistrzostwa nosiły nazwę w językach niemieckim, francuskim i włoskim odpowiednio 1. Liga / 1e Ligue / Prima Lega. Od 1931/32 nazywała się Nationalliga / Ligue Nationale / Lega Nazionale.
W sezonie 1933/34 po raz pierwszy wystartowały rozgrywki bez podziału na grup. W sezonie 1944/45 liga zmieniła nazwę na Nationalliga A / Ligue Nationale A / Lega Nazionale A.
Rozgrywki zawodowej Super League zainaugurowano w sezonie 2003/04.

## Format rozgrywek ligowych
W obowiązującym systemie ligowym trzy najwyższe klasy rozgrywkowe są ogólnokrajowe (Super League, Challenge League i 1. Liga Promotion). Dopiero na czwartym poziomie pojawiają się grupy regionalne.

## Puchary
Rozgrywki pucharowe rozgrywane w Szwajcarii to:
- Puchar Szwajcarii (Schweizer Cup / Coupe de Suisse / Coppa Svizzera),
- Superpuchar Szwajcarii (Fussball-Supercup / Supercoupe de Suisse / Supercoppa di Svizzera) – mecz między mistrzem kraju i zdobywcą Pucharu.